# Calyptomena viridis
La eurilaima verde (Calyptomena viridis) es una pequeña especie de ave paseriforme perteneciente a la familia Eurylaimidae.

## Descripción
Tiene aproximadamente 17 cm de largo, con el plumaje de color verde-brillante con un parche negro en el oído,  cabeza redondeada, cola corta y tres barras de color negro en las alas. El pico en sí es muy débil y casi se oculta por la cresta que está encima. Ambos sexos son similares. La hembra es de color más apagado y no tiene marcas de color negro en el oído y coberturas del ala .

## Distribución y hábitat
Se distribuye en los bosques de frondosas de hoja perenne de Borneo, las islas Natuna, Sumatra y la península de Malaca, donde frecuenta las tierras bajas y lugares más bajos de la selva de montaña. A menudo pasan inadvertidos, ya que se encuentran inmóviles en el dosel vegetal o por debajo, de donde vuelan de forma rápida  a una nueva ubicación si se le molesta. El color verde idéntico al color del follaje proporciona un excelente camuflaje.
Se alimenta en gran medida de higos. Sus hábitos de alimentación  ayuda a distribuir las semillas del higo sobre todo el suelo del bosque. La hembra pone generalmente de dos a tres huevos de color blanquecino.

## Subespecies
Según IOC:
- C. viridis caudacuta Swainson, 1838 - península malaya
- C. viridis siberu Chasen & Kloss, 1926 - Borneo, Sumatra e islas intermedias
- C. viridis viridis Raffles, 1822 - islas Mentawai, Nías, etc.